# Movimiento de Países No Alineados
El Movimiento de Países No Alineados es una agrupación de Estados conformada durante la Guerra Fría en 1961, el conflicto geopolítico e ideológico mundial de la segunda mitad del siglo XX que se manifestó con el enfrentamiento indirecto entre la Unión Soviética y los Estados Unidos. La finalidad del MPNA era conservar su posición neutral y no aliarse a ninguna de las superpotencias ya nombradas incluso tras la caída del Muro de Berlín, aunque también forman parte de este organismo países alineados con Rusia (Bielorrusia o Corea del Norte) o miembros extra-OTAN que son importantes aliados de Estados Unidos.

## Precedentes
El primer intento de la creación de una convergencia entre los países que más tarde se conocería como el Movimiento de los Países No Alineados fue en 1955 cuando se celebró en la Conferencia de Bandung, en Indonesia, siendo Jawaharlal Nehru, Gamal Abdel Nasser y Sukarno (jefes de Gobierno de India, Egipto e Indonesia, respectivamente) los promotores de la idea. En una reunión evocaron la idea de crear una organización. Debido a que se produjo poco después de la independencia india, influyó mucho la ideología y el pensamiento de Mahatma Gandhi. La primera cumbre de los Países No Alineados se celebró en Belgrado en 1961.
Durante esta época, se comenzó a utilizar los términos primer y segundo mundo, refiriéndose respectivamente a los países del bloque capitalista y a los del bloque socialista. Los países que no estaban en ninguno de los dos bloques eran por tanto denominados tercer mundo. Sin embargo, este término cambió de significado tras la disolución de la Unión Soviética y el fin de la guerra fría. En la actualidad, el primer mundo se refiere generalmente a los países con economías desarrolladas, mientras que el tercer mundo engloba aquellos en vías de desarrollo.
Después del fin de la guerra fría, el MPNA sufrió de falta de identidad, ya que el motivo de creación era tener un bando intermedio entre las dos superpotencias de la Guerra Fría.
En junio de 2016 el MPNA estaba compuesto por 120 Estados miembros y otros 15 países observadores. Los Estados miembros representan casi dos tercios de los miembros de la ONU y albergan el 55% de la población mundial.

## Historia de la organización

### Formación y primeros años
La ya mencionada Conferencia de Bandung, Indonesia, reunió a 29 jefes de Estado de la primera generación poscolonial de líderes de los dos continentes para identificar y evaluar los problemas mundiales del momento, a fin de desarrollar políticas conjuntas en las relaciones internacionales.
En esa conferencia se enunciaron los principios que deberían gobernar las relaciones entre las naciones grandes y pequeñas, conocidos como los Diez Principios de Bandung. Dichos principios fueron adoptados posteriormente como los principales fines y objetivos de la política de "no alineación" y los criterios centrales para la membresía del Movimiento. Con el paso de los años, el Movimiento evolucionó desde una neutralidad pasiva hacia un activismo de no alineación que le llegó a dotar de una importante fuerza internacional
Seis años después de Bandung, sobre una base geográfica más amplia, se estableció el Movimiento de Países No Alineados en la I Conferencia Cumbre de Belgrado, celebrada del 1 al 6 de septiembre de 1961. Asistieron a la conferencia 28 países (25 países miembros y 3 observadores), principalmente nuevos Estados independientes. Cuba fue el único país de Hispanoamérica participante en calidad de miembro.
Los criterios de membresía formulados en la Conferencia Preparatoria para la Cumbre de Belgrado demuestran que el Movimiento no fue concebido para desempeñar un papel pasivo en la política internacional, sino para formular sus propias posiciones independientes, reflejando sus intereses y condiciones como países militarmente débiles y económicamente subdesarrollados.
Así, los objetivos primarios de los países no alineados se enfocaron en el apoyo a la autodeterminación, la oposición al apartheid en Sudáfrica, la no adhesión a pactos multilaterales militares, la lucha contra el imperialismo en todas sus formas y manifestaciones, el desarme, la no injerencia en los asuntos internos de los Estados, el fortalecimiento de la ONU, la democratización de las relaciones internacionales, el desarrollo socioeconómico y la reestructuración del sistema económico internacional.

### Década de 1970
La celebración de la Conferencia de Belgrado supuso un importante impulso para el MPNA y consiguió que la política del no alineamiento aumentara su influencia en el mundo, sustituyendo progresivamente al carácter afroasiático nacido en la Conferencia de Bandung. El Movimiento da otro paso importante con la fundación en mayo de 1963 por parte de 31 países africanos independientes de la Organización para la Unidad Africana (OUA, actual Unión Africana), que consagraba el no alineamiento en África.
En pleno auge del movimiento se celebra la II Conferencia Cumbre del MPNA, que se desarrolló en El Cairo entre los días 5 y 10 de octubre de 1964. En esta ocasión van a participar 47 países miembros de pleno derecho, 10 observadores y 30 representantes de Comités de Liberación de países que aún no habían conseguido su independencia. Los hechos más destacados de esta II Conferencia fueron la elaboración de un Programa para la paz y la colaboración internacional y el apoyo a la lucha contra el colonialismo, el racismo y el apartheid. También se redactaron los principios de la coexistencia pacífica.
En el periodo inmediatamente posterior a esta II Conferencia se planteaban numerosos problemas a la política de no alineación, derivados del desplazamiento del conflicto entre Estados Unidos. y la URSS a países del movimiento. Algunos ejemplos son la guerra de Vietnam, los enfrentamientos árabe-israelíes o el derrocamiento de Sukarno en Indonesia.
En este contexto se desarrolla (bajo iniciativa del líder yugoslavo Tito) una nueva Conferencia Cumbre para septiembre de 1970. La sede en esta ocasión fue la ciudad de Lusaka, la capital de Zambia. La participación subió a 54 países miembros, 8 observadores y nuevamente varios representantes de Comités de Liberación de territorios no independientes.
En esta Conferencia se elaboran dos Declaraciones: La Declaración sobre la paz, la independencia, el desarrollo, la cooperación y la democratización de las relaciones internacionales. En ella se plasmaban los principios fundamentales de los países no alineados, consistentes en la lucha por la paz, la acción contra el colonialismo y el racismo, la diplomacia como solución a los problemas, los esfuerzos por terminar la carrera armamentística, la oposición al establecimiento de bases militares en territorios extranjeros, la realización de campañas en favor del aumento de autoridad de la Asamblea de la ONU, la aspiración a la independencia económica y la cooperación en pie de igualdad entre los países. También recogía la necesidad de proseguir la lucha anticolonial, instaba a no dejarse someter por ningún país extranjero y reclamaba la liquidación de todas las alianzas militares.
La otra es la Declaración sobre la no alineación y el progreso económico. En ella se fijaban las normas de cooperación económica entre los países miembros, y las bases del Desarrollo de la Cooperación Regional, un programa de acción económica común, estipulando el comienzo de negociaciones preliminares sobre los temas citados entre los países no alineados. Por último, en esta III Conferencia se adoptaron catorce resoluciones relativas a distintos temas de actualidad.
Con la Conferencia de Lusaka el MPNA entra en una nueva fase de expansión, con la que se llega a la siguiente Conferencia, celebrada en Argel en septiembre de 1973. En ella, el número de asistentes seguía creciendo y llegaba ya a los 75 miembros, 7 observadores, 3 invitados y 12 representantes de Comités de Liberación. Esta IV Conferencia elaboró una declaración en la misma línea que las anteriores cumbres, profundizando en las críticas al sionismo, al apartheid, al colonialismo todavía existente y al racismo. La novedad de esta conferencia reside en que también se elabora una Declaración Económica en la que se analiza el imperialismo y la situación de los países en vías de desarrollo. La Conferencia de Argel supone un importante avance en la preocupación por los problemas económicos de los países no alineados.
En 1975, en plena Guerra Fría, la Asamblea General de la ONU adoptó, por impulso de los países árabes, y con el apoyo del bloque soviético y del no alineado, la resolución 3379, de carácter declarativo y no vinculante, que consideraba al sionismo como una forma de racismo y lo hacía equiparable al apartheid sudafricano (72 votos a favor, 35 en contra y 32 abstenciones). La alineación de los países árabes, socialistas y de aquellos pertenecientes al Movimiento de Países No Alineados respondía a la lógica de la confrontación bipolar de la Guerra Fría. Dicho voto en bloque producía una mayoría en la ONU que se organizó para condenar sistemáticamente a Israel en resoluciones como las: 3089, 3210, la 3236, la 3240, etc.
Por otro lado, la resolución también debe leerse a la luz de las políticas del llamado Tercermundismo promovida por figuras políticas como el presidente mexicano Luis Echeverría. Éste, en un cálculo político, utilizó la Conferencia Mundial del Año Internacional de la Mujer como una plataforma para proyectar su propia figura como miembro destacado del Movimiento de Países No Alineados y buscando la Secretaría General de las Naciones Unidas. Lo anterior produjo un boicot turístico de la comunidad judía estadounidense en contra de México que visibilizó conflictos internos y externos de las políticas de Echeverría.
La V Conferencia Cumbre tuvo lugar en agosto de 1976 en la ciudad de Colombo, capital de Sri Lanka. En esta cumbre el número de países miembros participantes fue de 86, asistiendo también 10 observadores, 7 invitados y varios representantes de organizaciones de Liberación Nacional y de otras organizaciones internacionales. La Declaración Política analizaba la disminución de las tensiones internacionales, el imperialismo, el colonialismo y el neocolonialismo, la situación en África, Asia y Latinoamérica, la discriminación racial y la injerencia en asuntos internos de los Estados o de la ONU. Al igual que en las últimas conferencias, también se desarrolló una Declaración Económica cuyo punto principal trataba la situación económica internacional y las perspectivas de los países en vías de desarrollo. Se aprobó también un Programa de Acción de la Cooperación Económica y siete resoluciones.
A mediados de la década de 1970, el MPNA alcanza su mayor grado de importancia en todos los sentidos; por un lado, la relación entre los dos bloques parece rebajar su tensión y por otro, su expansión geográfica también ha sido muy considerable pasando de los 25 participantes en Belgrado a los 86 de Colombo (que todavía aumentarán, como veremos, en cumbres posteriores). A pesar de que se rechaza por parte de sus miembros la institucionalización, sí se crea en estas fechas una Oficina de Coordinación para tratar los asuntos referidos a la no alineación, que queda instalada en Argel.
En esta fase de relanzamiento, se llega a la VI Conferencia Cumbre, celebrada en La Habana en 1979. La participación sigue creciendo: esta vez son 96 los miembros, 9 observadores y 10 los invitados. Como en anteriores cumbres, también participan varios delegados de organizaciones de liberación nacional. Fidel Castro, como presidente del movimiento (los países anfitriones siempre ocupaban la dirección hasta la siguiente cumbre), pronunció dos discursos (uno de apertura y otro de clausura) en los que definió con detalle los objetivos del Movimiento. La Conferencia de La Habana, como en ediciones anteriores, una Declaración Política, una Declaración económica y un Programa de Acción para la Cooperación Económica además de aprobar varias resoluciones referentes a la situación internacional.

### Década de 1980
A pesar del momento de pujanza y expansión que el Movimiento vivía a finales de la década de 1970, durante la década siguiente el MPNA se va a enfrentar a una serie de crisis que van a cambiar notablemente su funcionamiento y su propia razón de ser. Obviamente, la crisis del Pacto de Varsovia y el posterior derrumbe del socialismo tanto en Europa como en África condicionaron notablemente la actuación del Movimiento. Por otro lado, también se enfrentó a contradicciones de tipo interno: varios conflictos bélicos enfrentaron de manera bilateral a países miembros. El más importante fue la guerra entre Irán e Irak, que imposibilitó la celebración de la VII Conferencia Cumbre de Bagdad prevista para septiembre de 1982. Esta cumbre se desarrolló finalmente en Nueva Delhi, y además de las habituales Declaraciones Políticas y Económicas y el Programa de Acción Colectiva, se elaboró un documento titulado Mensaje de Nueva Delhi de notable trascendencia. En él, se analizaba la actual situación de crisis mundial y el concepto de coexistencia pacífica. También se realizó un llamamiento en favor de la paz y de la superación de los conflictos existentes: Oriente Próximo, Namibia, Sudáfrica, etc.
Fernando Morán López pensó en hacer de España cabeza del 'Movimiento de no alineados'
La VIII Conferencia Cumbre fue celebrada en septiembre de 1986 en Harare, la capital de Zimbabue. En ella se profundizó la línea de la celebrada en Nueva Delhi y tuvo como hechos más significativos los discursos de importantes líderes mundiales con motivo del 25.º aniversario del Movimiento. Intervinieron entre otros, Robert Mugabe, Rajiv Gandhi y Fidel Castro.
La caída del Bloque del Este va a sumir al MPNA en una crisis que llega a amenazar su propia existencia. La desaparición de uno de los dos bloques provoca que las actuaciones y el propio sentido del Movimiento tenga que cambiar.

### Desde 1991
El derrumbamiento del bloque soviético y el fin de la Guerra Fría provocó que el MPNA perdiera muchos apoyos y parte de su significado. La Conferencia de Yakarta, celebrada en 1992, supone en este sentido un punto y aparte en el Movimiento. Al ser la primera conferencia tras el fin de la Guerra Fría, en ésta se plantea un cambio en las estrategias de los países miembros. A partir de entonces los grupos de países poderosos como la Unión Europea o el G8 pasan a ser los puntos de atención del MPNA. Sostienen los miembros que parte de los problemas que tenían los países del Tercer Mundo durante la Guerra Fría se han visto acrecentados con el unilateralismo actual y con el proceso de globalización. Algunos conceptos, como la guerra preventiva, son de enorme importancia para los países del Tercer Mundo. Con esta idea, consideran imprescindible fortalecer los vínculos entre los países en vías de desarrollo para conseguir una mayor eficiencia en la defensa de sus intereses comunes.
Las reivindicaciones más importantes actualmente son la defensa de las bases fundacionales de las Naciones Unidas, los principios relativos a la independencia política y la soberanía de los Estados, la no intervención en asuntos internos de los países y la solución de los conflictos sin recurrir ni a amenazas ni al uso de la fuerza. También el estancamiento del proceso de reforma del Consejo de Seguridad y la existencia del derecho de veto, hechos que limitan enormemente la capacidad de los países No Alineados suponen otros de los caballos de batalla del Movimiento. En las últimas conferencias celebradas en Cartagena de Indias (1995), Durban (1998), Kuala Lumpur (2003) y La Habana (2006), se han tratado todas estas cuestiones y se ha trabajado para revitalizar el movimiento y adaptarlo a las nuevas condiciones renunciando lo menos posible a los principios fundacionales.
Aunque el Movimiento incluye a la mayoría de los países en desarrollo, no es idéntico al Grupo de los 77. Un número de países ha permanecido fuera del MPNA porque no cumplen los criterios de membresía o porque no han solicitado el ingreso por consideraciones políticas nacionales. El MPNA tiene un común denominador más alto que el G77 y una dirección política dada por los principios y objetivos que comparten sus miembros.

## El movimiento en la actualidad
Del 26 al 31 de agosto de 2012 se celebró la XVI Cumbre del Movimiento de Países No Alineados en Teherán, capital de Irán. Debido a ello, el anterior secretario general del MPNA es el presidente iraní Hasán Rouhaní. En esa cumbre participaron 120 países miembros. En septiembre de 2016 la XVII cumbre MNOAL, se realizó en la Isla de Margarita, Venezuela donde asumió la presidencia el mandatario venezolano Nicolás Maduro. En su discurso de asunción el mandatario estableció los principios de la declaración de Margarita entre los que resaltan: La refundación de la ONU con los votos de la MNOAL , la defensa del pueblo palestino, el fin del bloqueo a Cuba, la descolonización de Puerto Rico entre otros grandes retos del Mundo actual.
Con el compromiso de hacer valer y respetar sus principios fundacionales del MNOAL, el presidente de Azerbaiyán, Ilham Aliyev, asumió el 25 de octubre de 2019, en Bakú, la presidencia pro tempore de la instancia multilateral.

## Criterios de la membresía
1. El país debe haber adoptado una política independiente basada en la coexistencia de Estados con diferentes sistemas políticos y sociales y en el no alineamiento, o debe demostrar una tendencia a favor de tal política.

1. El país concernido deberá apoyar consistentemente los movimientos por la independencia nacional.
2. El país no debe ser miembro de una alianza multilateral militar concluida en el contexto de los conflictos de las grandes potencias.
3. Si el país tiene un acuerdo militar bilateral con una gran potencia, o es un miembro de un pacto de defensa regional, el acuerdo o pacto no debe haber sido uno de los concluidos deliberadamente en el contexto de los conflictos de las grandes potencias.
4. Si el país ha concedido bases militares a una potencia extranjera, la concesión no debe haber sido hecha en el contexto de los conflictos de las grandes potencias.

## Miembros plenos
Los miembros plenos del Movimiento de Países No Alineados son 120 países y un territorio autónomo. En esta lista, los miembros están agrupados por regiones y el año que está entre paréntesis es su año de ingreso a la organización.

### África
| - Angola (1976) - Argelia (1981) - Benín (1964) - Botsuana (1970) - Burkina Faso (1973) - Burundi (1964) - Cabo Verde (1976) - Camerún (1964) - Chad (1964) - Comoras (1976) - República del Congo (1964) - Costa de Marfil (1973) - Yibuti (1983) - Egipto (1961) - Eritrea (1995) - Etiopía (1961) - Gabón (1970) - Gambia (1973) | - Ghana (1961) - Guinea (1961) - Guinea-Bisáu (1976) - Guinea Ecuatorial (1971) - Kenia (1964) - Libia (1964) - Lesoto (1970) - Liberia (1964) - Madagascar (1973) - Malaui (1964) - Mali (1981) - Marruecos (1962) - Mauricio (1973) - Mauritania (1964) - Mozambique (1976) - Namibia (1979) - Níger (1973) - Nigeria (1964) | - República Democrática del Congo (1961) - República Centroafricana (1964) - Ruanda (1970) - Santo Tomé y Príncipe (1976) - Senegal (1964) - Seychelles (1976) - Sierra Leona (1964) - Somalia (1961) - Sudáfrica (1994) - Sudán (1961) - Suazilandia (1970) - Tanzania (1964) - Togo (1964) - Túnez (1961) - Uganda (1964) - Zambia (1964) - Zimbabue (1979) |

### Asia
| - Baréin (1973) - Bangladés (1973) - Brunéi (1993) - Bután (1973) - Camboya (1961) - Corea del Norte (1976) - Emiratos Árabes Unidos (1970) - Filipinas (1993) - India (1961) - Indonesia (1961) - Irak (1961) - Irán (1979) - Jordania (1964) - Kuwait (1964) - Laos (1964) - Líbano (1961) - Malasia (1970) - Maldivas (1976) | - Mongolia (1993) - Birmania (1961) - Nepal (1961) - Omán (1973) - Pakistán (1979) - Palestina (1976) - Catar (1973) - Arabia Saudita (1961) - Singapur (1970) - Siria (1964) - Sri Lanka (1961) - Tailandia (1993) - Timor Oriental (2003) - Turkmenistán (1995) - Uzbekistán (1993) - Vietnam (1976) - Yemen (1961) |

### América
| - Antigua y Barbuda (2006) - Bahamas (1983) - Barbados (1983) - Belice (1981) - Bolivia (1979) - Chile (1971) - Colombia (1983) - Cuba (1961) - Dominica (2006) - Ecuador (1984) - El Salvador (1995) - Granada (1979) - Guatemala (1993) - Guyana (1970) | - Haití (2006) - Honduras (1995) - Jamaica (1970) - Nicaragua (1979) - Panamá (1976) - Perú (1972) - República Dominicana (2000) - San Vicente y las Granadinas (2003) - San Cristóbal y Nieves (2006) - Santa Lucía (1983) - Surinam (1983) - Trinidad y Tobago (2000) - Venezuela (1989) |

### Europa
- Azerbaiyán (2011)
- Bielorrusia (1998)

### Oceanía
- Fiyi (2011)
- Papúa Nueva Guinea (1993)
- Vanuatu (1983)

## Antiguos miembros
- Afganistán (1961-2021)
- Argentina (fue miembro entre 1973 y 1991. Actualmente es observador)
- Chipre (1961-2004)
- Croacia (fue miembro entre 1992 y 2013. Actualmente es observador)
- Malta (1973-2004)
- Yemen del Sur (1970-1990)
- Ucrania (fue miembro entre 2010 y 2014. Actualmente es observador)
- Yugoslavia (1961-1992, suspendido a raíz de la intervención del Ejército Popular Yugoslavo en la guerra de Bosnia)

## Observadores
Existen 20 países y algunas organizaciones como observadores.

### Países observadores
- Argentina
- Armenia
- Bosnia y Herzegovina
- Brasil
- China
- Ciudad del Vaticano
- Costa Rica
- Croacia
- El Salvador
- Kazajistán
- Kirguistán
- México
- Montenegro
- Paraguay
- Rusia
- Serbia
- Sudán del Sur
- Tayikistán
- Ucrania
- Uruguay

### Organizaciones-miembro del MNOAL
- Unión Africana
- Organización de Solidaridad con los Pueblos Afroasiáticos
- Liga Árabe
- Secretariado de la Mancomunidad de Naciones
- Movimiento Independentista Nacional Hostosiano (Puerto Rico)
- Frente de Liberación Nacional Kanak y Socialista (Nueva Caledonia)
- Organización para la Cooperación Islámica
- Centro del Sur
- Naciones Unidas
- Consejo Mundial de la Paz

## Conferencias
Las conferencias del Movimiento de Países No Alineados por orden, año y lugar son:
| Ed.   | Año  | Sede                            |
| I     | 1961 | Belgrado, Yugoslavia            |
| II    | 1964 | El Cairo, República Árabe Unida |
| III   | 1970 | Lusaka, Zambia                  |
| IV    | 1973 | Argel, Argelia                  |
| V     | 1976 | Colombo, Sri Lanka              |
| VI    | 1979 | La Habana, Cuba                 |
| VII   | 1983 | Nueva Delhi, India              |
| VIII  | 1986 | Harare, Zimbabue                |
| IX    | 1989 | Belgrado, Yugoslavia            |
| X     | 1992 | Yakarta, Indonesia              |
| XI    | 1995 | Cartagena de Indias, Colombia   |
| XII   | 1998 | Durban, Sudáfrica               |
| XIII  | 2003 | Kuala Lumpur, Malasia           |
| XIV   | 2006 | La Habana, Cuba                 |
| XV    | 2009 | Sharm el Sheij, Egipto          |
| XVI   | 2012 | Teherán, Irán                   |
| XVII  | 2016 | Porlamar, Venezuela             |
| XVIII | 2019 | Bakú, Azerbaiyán                |
| XIX   | 2024 | Kampala, Uganda                 |

Otras cumbres excepcionales pueden celebrarse entre las reuniones oficiales. Por ejemplo, en 2011 se celebró una cumbre coincidiendo por el 50.º aniversario del movimiento con una reunión en Belgrado, la capital de Serbia, y 2021 se celebró otra cumbre coincidiendo con el 60.º aniversario en Belgrado.
El 4 de mayo de 2020 por iniciativa del presidente de la República de Azerbaiyán y presidente del Movimiento de los Países No Alineados, Ilham Aliyev fue celebradа la Cumbre del Movimiento de los Países No Alineados en el formato del Grupo de Contacto sobre el tema “Unidos contra COVID-19" (United against COVID-19)” dedicado a la lucha contra el coronavirus por videoconferencia.

## Estructura del Movimiento
El Movimiento de Países No Alineados no tiene ni una carta, ni una constitución, ni unas reglas formales de funcionamiento. Esto se evitó en su fundación por considerar que iba contra la pluralidad y la configuración misma del Movimiento. En su lugar se adoptó un sistema de administración que permitiera a todos los países miembros participar en la dirección. La línea política se iba elaborando en las distintas conferencias a través de declaraciones y resoluciones.
La presidencia es ocupada por el país anfitrión, que desempeña este cargo hasta la celebración de la Cumbre siguiente. El Presidente (jefe de Estado del país anfitrión) era el encargado de coordinar todas las actividades.
A partir de la Cumbre de Argel (1973), se estableció la existencia de un Buró de Coordinación, encargado de realizar los preparativos de las Cumbres y las reuniones. También organiza los trabajos de los distintos Grupos de Trabajo y Comisiones del Movimiento. Trata de unificar las posiciones de los países no alineados en las Naciones Unidas. Este Buró está abierto actualmente a todos los miembros del Movimiento. Aunque no siempre se ha ido cumpliendo por diferentes motivos, en teoría el funcionamiento orgánico del Movimiento es el siguiente:
- Conferencias Cumbres. Se celebran en teoría cada tres años y a ellas asisten los jefes de Estado o de Gobierno de los países miembros.
- Conferencias ministeriales. Son las reuniones que se celebran entre las Cumbres.
- Reuniones del Buró de Coordinación. Se celebran poco antes de las Cumbres con la intención de preparar detalladamente estas. Tienen lugar en el país que ocupa la Presidencia del Movimiento.

Aparte de todas éstas, se celebran también otras reuniones de alto nivel como Reuniones Ministeriales Extraordinarias, Reuniones del Comité Ministerial de Metodología, Reuniones del Comité Ministerial Permanente sobre Cooperación Económica, y Reuniones Ministeriales sobre varios aspectos de la Cooperación Internacional, aunque cada día son menos frecuentes.